# هایلوتو
هایْلوتو (به فنلاندی: Hailuoto) یک منطقهٔ مسکونی در فنلاند است که در اوستروبوتنیای شمالی واقع شده‌است.